# Was ist Existenzphilosophie?
Was ist Existenzphilosophie? ist ein Artikel der politischen Philosophin Hannah Arendt. Er erschien zuerst 1946 unter dem Titel What is Existenz Philosophy? in der amerikanischen Vierteljahresschrift Partisan Review. Auf Deutsch kam die Studie zuerst 1948 in dem Band: Hannah Arendt: Sechs Essays in der Schriftenreihe der von Karl Jaspers und anderen gegründeten Zeitschrift Die Wandlung in Heidelberg heraus. Es handelt sich um die erste Buchveröffentlichung nach Arendts Dissertation Der Liebesbegriff bei Augustin aus dem Jahr 1929.

## Zur Existenzphilosophie
Arendt führt aus, dass die Existenzphilosophie mit dem Spätwerk Schellings und Kierkegaards Mitte des 19. Jahrhunderts begonnen habe, nachdem die alte Gedankenwelt durch Kant zertrümmert worden war. Sie ist von Nietzsche und Bergson weiter entwickelt worden und hat durch Max Scheler, Martin Heidegger und Karl Jaspers ihre moderne Ausprägung erreicht. Alle anderen modernen Schulen beurteilt Arendt als epigonal, während diese Philosophie wie auch die moderne Literatur und Kunst das „Unheimliche“ der Moderne widerspiegele. Der philosophische Grund für diese Unheimlichkeit sei, dass zwar erklärt werden könne, warum es z. B. Tische und Stühle gibt, aber niemals begreiflich gemacht werden könne, warum dieser einzelne Tisch oder Stuhl unabhängig von anderen Stühlen oder Tischen existiert. Schon damals vertrat sie also die – im Sinne des scholastischen Universalienstreites – nominalistische Position, dass jedes Sein und jedes Ding unabhängig von Oberkategorien eine eigene Existenz hat.
„Kants Zertrümmerung des antiken Seinsbegriffs“ hatte die „Eigenständigkeit des Menschen“, die Menschenwürde, zum Ziel. Der an sich freie Mensch ist, so resümiert Kant, dem „Kausalgesetz der Natur“ unterworfen und somit „Sklave des Seins“.

## Das Selbst als Sein und Nichts: Heidegger
Nachdem Arendt die unterschiedlichen existenzphilosophischen Ansätze von Schelling und Kierkegaard dargelegt hat, fährt sie fort, dass Heidegger trotz und gegen Kant eine neue Ontologie mit einer eigenen philosophischen Terminologie entwickelte. Es gelang ihm, den antiken Seins-Begriff wieder aufzugreifen. Jedoch konnte seine Ontologie niemals wirklich etabliert werden, da der geplante zweite Teil von Sein und Zeit nie erschien. Heideggers Aussage, der Sinn des Seins sei Zeitlichkeit, hält Arendt für in sich unverständlich.
Mit der Analyse des Daseins vom Tode her begründe Heidegger die Nichtigkeit des Seins. Die Faszination „des Nichts“ führt laut Arendt nicht notwendigerweise zum Nihilismus. Vielmehr könne der Mensch sich einbilden, er verhalte sich zu dem ihm vorgegebenen Sein wie der Schöpfer vor der Erschaffung der Welt aus dem Nichts. Dies sei auch der von Heidegger nicht zugestandene Grund dafür, dass das Nichts plötzlich zu „nichten“ anfange und sich damit an die Stelle des Seins setze. Der Mensch wird gottähnlich, zwar kein „Welt-erschaffendes“, aber ein „Welt-zerstörendes“ Wesen.
Diese Gedanken werden Arendt zufolge ganz deutlich von Sartre und Camus ausgesprochen. Sie bilden die Grundlage des modernen Nihilismus: „in ihm rächt sich der hybride Versuch, die neuen Fragen und Inhalte in den alten ontologischen Rahmen spannen zu wollen.“ Heidegger habe an Kants Fragestellung Was ist der Mensch? wie kein anderer unmittelbar angeknüpft und die Identität von Sein und Denken postuliert. Der Mensch geht demnach darin auf, was er ist. Essenz und Existenz sind dasselbe. Es ist der Versuch, den Menschen zum „Herrn des Seins“ zu machen und damit an die Stelle zu setzen, an der in der alten Ontologie Gott stand. Abgesehen von Nietzsche sei Heideggers Philosophie die erste absolut weltliche Philosophie. Das Sein des Menschen nenne Heidegger Dasein und umgehe damit die vorläufigen Kantschen Begriffe von Freiheit, Menschenwürde und Vernunft. Wenn der Mensch darin aufgehe, was er in der Welt (Heidegger) oder in der Gesellschaft (Hobbes) ist, sei er nicht mehr als seine Funktionen in der Welt.
Weiterhin führt Arendt aus, der Heideggersche Funktionalismus und Hobbes' Realismus enden schließlich nur dabei, ein Modell vom Menschen zu entwerfen, in dem der einzelne Mensch als „Selbst“ nur durch das Philosophieren (Heidegger) eine existenzielle „Seinsmöglichkeit des Daseins“ erlange. Dies sei lediglich die Umformulierung der Gedanken des Aristoteles und der Mittelalterlichen Philosophen vom kontemplativen Leben. Damit habe Heidegger die Frage nach dem „Sinn und Sein“ aufgegeben. Arendt stellt dagegen, dass „der Mensch Gott nicht ist und mit seinesgleichen zusammen in einer Welt lebt“, ein Gedanke, den sie später noch oft wiederholen wird. Sie unterstreicht, dass der Mensch sich nicht selbst gemacht habe, und verwendet wie Heidegger die Formulierung, der Mensch sei in sein Sein geworfen worden: „... der Mensch hat sich nicht selbst ins Sein hineinmanipuliert und manipuliert sich auch gewöhnlich nicht selbst aus selbigem wieder heraus.“ Trotz aller „sprachlichen Tricks und Sophistereien“ sei das Sein im Heideggerschen Sinn das Nichts.
Nach Camus, arbeitet Arendt heraus, erkennt der Mensch seine „Nichtigkeit, und daß Dasein als solches schuldig ist“. Anders als sie selbst sehe Camus den Menschen immer von den anderen getrennt, seine absolute Vereinzelung. Die Autorin stellt fest: Seit Kant, der Französischen Revolution und der Allgemeinen Erklärung der Menschenrechte gehört es zum Begriff des Menschen, dass in jedem einzelnen die Menschheit gewürdigt oder geschändet werden kann. Der Begriff des Selbst hingegen behaupte einen unabhängig von der Menschheit existierenden Menschen, der nur seine Nichtigkeit darstellt.
Am Ende des Kapitels kritisiert sie Heideggers „mythologisierende Unbegriffe“ wie Volk und Erde, die er in Vorlesungen der 30er Jahre dem Selbst untergeschoben habe. „Es ist evident, dass derartige Konzeptionen nur aus Philosophie heraus– und in irgendeinen naturalistischen Aberglauben hineinführen können.“
Am Anfang des Abschnitts zu Heidegger merkt sie in einer Fußnote an, man könne die Frage stellen, ob Heideggers Philosophie zu ernst genommen werde. Sie führt dazu aus: „Heidegger jedenfalls hat in seiner politischen Handlungsweise alles dazu getan, uns davor zu warnen, ihn ernst zu nehmen.“ Diese Entwicklung beruht laut Arendt auf „realer Komik“ und dem realen Tiefstand politischen Denkens an deutschen Universitäten. Sie glaubt nicht an personal bedingte „Charakterlosigkeit“, sondern vermutet, Heidegger sei der hoffentlich letzte der großen Romantiker wie Schlegel und Adam Müller, die aufgrund von „Spielsucht“, „Geniewahn“ und „Verzweiflung“ sich vollkommen verantwortungslos verhielten.

## Indikationen menschlicher Existenz: Jaspers
Im letzten Abschnitt beschäftigt sie sich mit der Existenzphilosophie Karl Jaspers', der seinen Bruch mit allen philosophischen Systemen, mit Weltanschauungen und „Lehren vom Ganzen“ vollzogen habe und sich mit „Grenzsituationen“ anknüpfend an Kierkegaard und Nietzsche auseinandersetze. Er stelle sich damit in die, die neuere Philosophie begründende, Reihe der Revolte gegen die Philosophie. Er löse Philosophie in Philosophien auf und stelle sich die Frage nach der Kommunikationsmöglichkeit der Resultate. Es gehe um ein Zusammen-Philosophieren zur Erhellung der Existenz. Jaspers hatte ihr im September 1946 geschrieben: „Die Philosophie muss konkret und praktisch werden, ohne ihren Ursprung einen Augenblick zu vergessen.“
Diese Methodik hat, so Arendt, eine Nähe zur sokratischen Mäeutik. „Wie bei Sokrates gibt es bei Jaspers nicht den Philosophen, der (seit Aristoteles) eine vor anderen Menschen ausgezeichnete Existenz führt. Es gibt aber bei ihm nicht einmal die sokratische Priorität dessen, der fragt; denn in der Kommunikation bewegt sich der Philosoph prinzipiell unter seinesgleichen, an die er appelliert, wie sie an ihn appellieren können.“
Die Existenz ist für Jaspers, betont Arendt, keine Form des Seins, sondern eine Form der menschlichen Freiheit, nämlich die Form, in welcher „der Mensch als Möglichkeit seiner Spontaneität sich gegen sein bloßes Resultatsein“ wendet. Zwar könne der Mensch die Wirklichkeit der Welt, die Unberechenbarkeit des Mitmenschen und die Tatsache, dass er sich nicht selbst geschaffen habe, nicht im Denken auflösen, jedoch könne auf dieser Kulisse die Freiheit des Menschen triumphieren. Als wichtige Aussage Jaspers’ hebt sie hervor: „Das Sein ist so, daß dieses Dasein möglich ist.“ Jaspers gehe davon aus, dass sich der Mensch in spielender Metaphysik denkend an die Grenzen des Denkbaren herantasten und sie überschreiten könne. Dies sei die von ihm so genannte „Chiffre der Transzendenz“. Im Gegensatz zu Heidegger sei für ihn das Philosophieren lediglich die Vorbereitung auf das Tun durch die Kommunikation auf der Basis der allen gemeinsamen Vernunft. Für Jaspers sei das Denken der Transzendenz zum Scheitern verurteilt. Der Mensch als Existenz wird sich demnach bewusst, dass er sein Dasein nicht selbst geschaffen hat, ohnmächtig zum Untergang verurteilt ist und sich seine Freiheit nicht selbst zu verdanken hat. Arendt argumentiert, laut Jaspers könne keine Ontologie Aussagen darüber machen, was das Sein eigentlich sei. Das Sein als solches ist nicht erkennbar. Es wird lediglich als etwas „Umgreifendes“ verstanden.
Der Mensch wird Arendt zufolge immer versuchen, über die Wirklichkeit hinaus die Transzendenz zu denken, und immer wieder daran scheitern. In diesem Scheitern erfährt er, betont Arendt mit Jaspers, die ihm gegebene Wirklichkeit als Chiffre seines Seins. Seine Freiheit besteht darin, dass er entscheidet, was er denkt und was nicht. Die Jaspersche Philosophie, unterstreicht die Autorin, liegt im Wesentlichen in den Wegen und Bewegungen seines Philosophierens. Jaspers hat demzufolge Wege gezeigt, die aus den „Sackgassen eines positivistischen oder nihilistischen Fanatismus“ herausführen können. Mit diesem neuen Denken entfällt, so fährt Arendt fort, die Notwendigkeit, aus einem Prinzip alles erklären zu müssen. Vielmehr wird die „Zerrissenheit des Seins“ deutlich, die „Fremdheit“ und „Heimatlosigkeit“ in einer Welt, die doch Heimat für die Menschen werden kann, wenn das Sein als „Umgreifendes“, niemals vollständig erklärbares, in dem der Mensch eine „begrenzte Freiheit“ hat, gesehen wird. Durch das Nachdenken über diese Grenzen, das „denkende Transzendieren“, stecke der Mensch die Freiheit seiner Existenz immer in der Kommunikation mit anderen Existenzen ab. Er erkenne, was er kann und was er nicht kann.

## Geschichte des Textes
Laut Barbara Hahn hat Arendt ihre Abhandlung auf Deutsch verfasst. Der Essay wurde aber 1946 zuerst in den USA in dem linken Publikationsorgan Partisan Review veröffentlicht und erschien 1948 in den Schriften der Wandlung in Heidelberg. Jaspers wollte die Studie zur Existenzphilosophie ursprünglich als Artikel in die von ihm mitgegründete Zeitschrift Die Wandlung aufnehmen, erhielt aber Gegenrede aufgrund der anspruchsvollen Umsetzung des Themas, und so erschien der Text in der Schriftenreihe zu diesem Monatsmagazin.
In dieser frühen Arbeit entwickelte Arendt eine eigene Position innerhalb der Existenzphilosophie, die sie in späteren Werken nicht weiter verfolgte. Als Uwe Johnson Anfang 1974 anfragte, ob der Essay in Deutschland erneut veröffentlicht werden dürfe, fand sie den Text zwar akzeptabel, wollte den Abschnitt über Heidegger jedoch herausnehmen. Die erstmals 1946 publizierte englischsprachige Fassung ließ sie nicht wieder auflegen. In einem bisher unveröffentlichten Brief zum Jahreswechsel 1955/56 distanzierte sie sich von ihrem Essay, insbesondere von ihren Ausführungen zu Heidegger.  Erst 1990 wurde die Studie in Deutschland erneut herausgegeben. Eine US-amerikanische Übersetzung der deutschen Fassung erschien 1994.

## Ausgaben
- Was ist Existenzphilosophie? In: Sechs Essays, Schriften der Wandlung, 3, Hrsg. Karl Jaspers u. a., Lambert Schneider, Heidelberg 1948.
- Neuausgabe (hier verwendet): Was ist Existenz-Philosophie? Anton Hain, Frankfurt 1990, ISBN 3-445-06011-8.
  - Französisch: La Philosophie de l’existence. Übers. Catherine Mendelsohn, in Deucalion. Cahiers de philosophie. Hrsg. Jean Wahl. Ed. de la Revue „Fontaine“, H. 2, Paris 1947, S. 216–245, Heidegger -Abschnitt, S. 232–239.[13]
  - Neuübersetzung von La Philosophie de l’existence unter dem Titel: Qu’est-ce que la philosophie de l’existence?, übersetzt nach der deutschen Ausgabe bei Lambert Schneider, Heidelberg 1948, durch Martin Ziegler, in dieser Payot-Ausgabe, S. 111–142.
  - Englisch: What is Existenz Philosophy?, Partisan Review, Winterausgabe 1946, S. 34–56; wieder: What Is Existential Philosophy? (aus dem Deutschen übersetzt von Robert und Rita Kimber). In: Essays in Understanding. 1930–1954. Harcourt Brace, New York 1994 (Original). Online. Schocken Books, New York 1994.
  - Ähnlich: French existentialism, in The Nation, 162, No. 8, 23. Februar 1946, S. 226–228 (Erstdruck); wieder in H. A.: Essays in Understanding. Formation, Exile, and Totalitarianism 1930–1954. (Sammelband) Schocken, New York, zuletzt 2005, ISBN 0-8052-1186-1[14]